# Дракманн, Нил
Нил Дракманн (англ. Neil Druckmann, ивр. ניל דרוקמן‎; род. 5 декабря 1978, Тель-Авив, Израиль) — американский и израильский геймдизайнер, геймдиректор, режиссёр, продюсер, сценарист, программист и президент компании Naughty Dog. Наиболее известен участием в разработке серии игр Uncharted и The Last of Us. В 2024 году получил награду «Легенда индустрии» на престижной международной игровой премии New York Game Awards 2024.

## Ранние годы
Дракманн родился 5 декабря 1978 года в еврейской семье в Тель-Авиве, Израиль. В юном возрасте Нил интересовался комиксами и видеоиграми, позже сам стал придумывать сценарии и иллюстрировать комиксы. Вместе с семьей переехал в Америку в 1989. Окончил старшую школу в Майами, затем поступил в Университет Флориды.

## Карьера
На конференции GDC Дракманн встретил одного из основателей Naughty Dog Джейсона Рубина. В 2004 Нил присоединился к компании в качестве программиста-стажёра. В 2004 году во время создания Jak 3 Нил присоединился к команде дизайнеров, о чём он ранее просил директора компании Эвана Уэлса, а некоторое время спустя, принял участие в разработке Uncharted: Drake’s Fortune и Uncharted 2: Among Thieves в роли ведущего дизайнера. После завершения работы над Uncharted 2 Naughty Dog приняли решение разделить команду на два подразделения. Во главе с Эми Хенниг первая команда работала над Uncharted 3: Drake’s Deception, в то же время Эван Уэллс и Кристоф Балестра дали возможность Нилу Дракманну и его партнеру Брюсу Стрели возглавить разработку новой игры. В процессе работы над проектом Jak and Daxter идеи разработчиков сильно отличались от привычного формата серии. Так было принято решение создать The Last of Us.
Идею The Last of Us Дракманн придумал, ещё когда учился в университете. Он решил совместить игровую механику приключенческой игры Ico (2001) с сюжетом в сеттинге зомби-апокалипсиса, вдохновлённым фильмом «Ночь живых мертвецов»; главного героя он создал на основе Джона Хартигана из фильма «Город грехов». По сценарию Дракманна, протагонист, офицер полиции, должен был защищать молодую девушку. Однако, из-за плохого состояния здоровья главного героя, игроку временно приходилось брать под управление и девушку. Позже главный герой получил имя Джоэл и уже не был полицейским, а девушка получила имя Элли. Основной акцент сделан на взаимодействии персонажей и развитии их отношений по сюжету. Идея ввести грибов-паразитов кордицепс в игру зародилась в Naughty Dog при просмотре документального фильма по телеканалу Би-би-си. В итоге игра собрала множество наград по всему миру.
В марте 2018 года Нил занял должность вице-президента Naughty Dog, а 4 декабря 2020 — пост соруководителя Naughty Dog.

## Работы

### Игры
| Год  | Название                                   | Роль                                  |
| ---- | ------------------------------------------ | ------------------------------------- |
| 2004 | Dikki Painguin in: TKO for the Third Reich | программист                           |
| 2004 | Jak 3                                      | программист                           |
| 2005 | Jak X: Combat Racing                       | программист                           |
| 2007 | Uncharted: Drake's Fortune                 | геймдизайнер, сценарист               |
| 2009 | Uncharted 2: Among Thieves                 | геймдизайнер, сценарист               |
| 2009 | Jak and Daxter: The Lost Frontier          | сценарист, дизайнер                   |
| 2013 | The Last of Us                             | геймдиректор, сценарист               |
| 2014 | The Last of Us: Left Behind                | геймдиректор, сценарист               |
| 2016 | Uncharted 4: A Thief's End                 | геймдиректор, сценарист               |
| 2017 | Uncharted: The Lost Legacy                 | руководитель отдела разработки сюжета |
| 2020 | The Last of Us Part II                     | геймдиректор, сценарист               |
| TBA  | Intergalactic: The Heretic Prophet         | геймдиректор, сценарист               |

### Кино и телевидение
| Год    | Название                        | Роль                                         |
| ------ | ------------------------------- | -------------------------------------------- |
| 2022   | Анчартед: На картах не значится | исполнительный продюсер                      |
| c 2023 | Одни из нас                     | режиссёр, сценарист, исполнительный продюсер |

### Телепрограммы
| Год  | Название                             | Роль     |
| ---- | ------------------------------------ | -------- |
| 2013 | Grounded: Making The Last of Us      | сам себя |
| 2013 | Between the Lines with Barry Kibrick | сам себя |
| 2013 | How Videogames Changed the World     | сам себя |
| 2015 | Conversations with Creators          | сам себя |
| 2017 | The Game Makers: Inside Story        | сам себя |
| 2017 | Face Off                             | сам себя |